# باري ريد (سياسي)
باري ريد (بالإنجليزية: Barry Reid)‏ هو سياسي أسترالي، ولد في 22 مايو 1935، وتوفي في 2003. حزبياً، نشط في حزب العمال الأسترالي.